# Anna Huber (Malerin)
Anna Huber (* 15. Dezember 1867 in Stuttgart; † höchstwahrscheinlich 1944 ebenda) war eine württembergische Malerin.

## Leben und Wirken
Anna Huber wuchs im Stuttgarter Westen in der Silberburgstraße 167 in wohlhabenden Verhältnissen auf. Während ihr jüngerer Bruder Paul Huber, später ein vielgefragter Portraitmaler, ein Studium in Stuttgart, München und Paris absolvierte, liegen keine Informationen über eine Ausbildung seiner Schwester vor. Anna Hubers Name ist nicht im Verzeichnis der Königlich Württembergischen Kunstschule nachweisbar. Sie pflegte jedoch Kontakte zum Württembergischen Malerinnenverein, dem sie 1896 beitrat. Bereits vorher beteiligte sie sich an einem Briséfächer, der 1894 von Mitgliedern des Vereins an Königin Charlotte von Württemberg überreicht wurde. Dabei gestaltete jede Künstlerin einen Fächerstab und signierte ihn. Anna Hubers Beitrag war Brustbild einer Frau. Die beiden Fächer sind im Landesmuseum Württemberg im Ausstellungsbereich „Legendäre MeisterWerke“ zu sehen.
1903 nahm Huber an einer Ausstellung von Malerinnen und Kunsthandwerkerinnen im Landesgewerbemuseum teil. Neben den Arbeiten von Johanna Koch, Marie Lautenschlager und Pietronella und Anna Peters wurden Anna Hubers Arbeiten lobend erwähnt. In den ersten neun Tagen besuchten bereits 5.200 Menschen die Ausstellung. Ein Zeitungsartikel zur Ausstellung endete mit dem Satz: „Jeder Beschauer wird sich indes wohl selbst überzeugen, daß den württembergischen Malerinnen in ihrem künstlerischen Wollen und Können vollste Anerkennung gebührt.“
Von 1915 bis 1941 bewohnte Huber eine Atelierwohnung des Vereins in der Eugenstraße 17 in Stuttgart. Sie malte vor allem Portraits und Landschaften, zumal andere Motive Männern vorbehalten waren. In vielen ihrer Portraits stellte sie die Personen im Profil dar und orientierte sich damit an der Portraitkunst der Frührenaissance. In jüngeren Werken übernahm sie impressionistische Stilrichtungen und arbeitete beispielsweise bei dem Werk Frau mit Hut und Sonnenschirm, zu sehen auf dem Plakat der Ausstellung „Schwäbische Impressionistinnen“, mit pointierten Lichteffekten.
Anna Huber verbrachte ihre letzten Jahre in einem Pflegeheim in Stuttgart. Ihr Todestag ist nicht bekannt, weil sie vermutlich selbständig das Heim verließ und dann starb, eventuell bei einem Luftangriff. Da sie keinen Ausweis dabei hatte und unter den Kriegsbedingungen die Behörden offensichtlich nicht die Zeit hatten, ihre Personalien festzustellen, wurde ihr Tod nicht amtlich festgehalten.

## Ausstellungen
- 1903: Ausstellung des Württembergischen Malerinnenvereins, König-Karl-Halle des Königlichen Landesgewerbemuseums[14]
- 1909, 1919: Ausstellungen des Württembergischen Malerinnenvereins, Atelierhaus-Galerie, Stuttgart[3]
- 1915: Ausstellung zu Gunsten württembergischer Künstler, Stuttgart[3]
- 2024: „Schwäbische Impressionistinnen. Malerinnen zwischen Neckar und Bodensee (1895–1925)“, 13. April bis 13. Oktober 2024, Schloss Achberg[15]
- 2024/25: „Nicht Ausdruck, sondern Eindruck malen“: Schwäbische Impressionistinnen, 26. Oktober 2024 bis 9. März 2025, Städtische Galerie Bietigheim-Bissingen

## Werke
Von Anna Huber sind nur noch wenige Werke bekannt, vor allem Frauen- und Mädchenporträts. Einige Werke sind in öffentlichen Einrichtungen vertreten, so etwa im Kunstmuseum Stuttgart und in der Kunstsammlung des Bundes Bildender Künstlerinnen Württembergs. Der Nachfolgeverein des Württembergischen Malerinnenvereins verlieh Bilder von Huber 2024 für die Ausstellungen „Schwäbische Impressionistinnen“.
Kunstsammlung des Bundes Bildender Künstlerinnen Württembergs
- Mädchen am Ammersee, undat., Öl/Leinwand, 60 × 43 cm[18]
- Porträt einer dunkelhaarigen Frau, undat., Öl/Leinwand, 63 × 45,5 cm
- Porträt einer älteren Frau, undat., Öl/Pappe, 49,5 × 37,5 cm
- Frau mit Hut und Sonnenschirm, undat., Öl/Leinwand, 68 × 54 cm[8]
- Frauenbildnis, undat., Öl/Leinwand, 69 × 55 cm
- Deutsches Mädchen, undat., Rötel/Papier 55 × 43 cm[8]
- Mädchen mit Puppe, undat., Öl/Leinwand, 44 × 38 cm[8]
- Päonien in der Vase, undat., Öl/Leinwand, 45 × 60 cm

Kunstmuseum Stuttgart
- Ammersee, undat., Öl/Leinwand, 32 × 40 cm
- Kleine Landschaft, Landsberg/Lahn, undat., Öl/Leinwand

Verbleib unbekannt
- Weibliches Bildnis, ausgestellt 1903[20]
- Dorfstraße, Öl, ausgestellt 1909
- Porträt, ausgestellt 1909
- Sommerabend, Öl, ausgestellt 1915